# Грицай, Алексей Михайлович
Алексе́й Миха́йлович Грица́й (22 февраля [7 марта] 1914, Санкт-Петербург, Российская империя — 6 мая 1998, Москва, Российская Федерация) — советский и российский живописец, педагог. Действительный член АХ СССР (с 1964; член-корреспондент с 1957). Народный художник СССР (1974). Лауреат Государственной премии СССР (1978) и двух Сталинских премий третьей степени (1951, 1952).

## Биография
Родился 22 февраля (7 марта) 1914 год в Санкт-Петербурге.
Учился в Ленинграде в студии С. М. Зейденберга, в 1932—1939 годах — в ЛИЖСА имени И. Е. Репина у С. Л. Абугова, И. И. Бродского и В. Н. Яковлева.
Преподавал в Московском художественном училище памяти 1905 года, в 1948—1952 (в качестве ассистента В. Н. Яковлева) и 1964—1998 — в МГАХИ имени В. И. Сурикова. С 1964 года руководил персональной мастерской. С 1966 года — профессор.
Кисти художника принадлежат картины «Вручение Государственного акта на пользование землёй» (1939), «Электропечи» (1947), «В Жигулях. Бурный день» (1948—1950), «Над Волгой» (1950—1952), «Вечером» (1954), «Портрет жены с сыном» (1954), «Ленинград. Летний сад» (1956), «Подснежники. Осинник» (1957), «Первая зелень. Стадо» (1957), «Ночная веранда» (1959), «Туман. Телята» (1962), «Пора весны» (1959—1965), «Чёрная вода» (1967), «Весенние сумерки. Овраг» (1972—1973), «Ледоход» (1984—1985). В последние годы писал преимущественно пейзажи Подмосковья.
Произведения художника хранятся в ГТГ, ГРМ, ряде других музеев.
Член СХ СССР. Заместитель председателя Оргкомитета СХ РСФСР (1957—1960).
Умер в 1998 году. Похоронен в Москве на Ваганьковском кладбище (участок № 58).

## Награды и звания
- заслуженный деятель искусств РСФСР (1959) — за большие заслуги в области изобразительного искусства[2]
- Народный художник РСФСР (1963) — за большие заслуги в области советского изобразительного искусства[3]
- Народный художник СССР (1974) — за большие достижения в развитии советского изобразительного искусства[4]
- Сталинская премия третьей степени (1951) — за пейзаж «В Жигулях. Бурный день» (1948—1950)
- Сталинская премия третьей степени (1952) — за картину «Заседание Президиума Академии наук СССР» и за серию портретов советских учёных (с соавторами)
- Государственная премия СССР (1978) — за цикл пейзажей «Весенний день на Оке», «Май. Весеннее тепло», «Весенние сумерки. Овраг», «Майский вечер», «Весенняя лунная ночь», «В заросшем парке»
- Государственная премия РСФСР имени И. Е. Репина (1973) — за пейзажи «Апрельский вечер», «Бурный день», «Овраг. Весна», «Подснежники», «Восход луны»
- Орден Трудового Красного Знамени
- Орден Дружбы народов (6 мая 1994) — за большой вклад в развитие изобразительного искусства и укрепление международных культурных связей[5].
- Два ордена Отечественной войны II степени (1943, 1985)
- Медаль «За отвагу»[6]
- Бронзовая медаль на Всемирной выставке в Брюсселе (1958) — за картину «Подснежники. Осинник» (1957).

## Память
В августе 2020 года в Москве, на фасаде дома № 3 на улице Верхняя Масловка, была установлена мемориальная доска памяти художника.